# Kunstenbibliotheek
Kunstenbibliotheek opende in september 2017 in Gent en verenigt de bibliotheekcollecties van Koninklijke Academie voor Schone Kunsten van Gent, Stedelijk Museum voor Actuele Kunst, Design Museum Gent, Stadsmuseum Gent, Hoger Instituut voor Schone Kunsten en Gentse Gidsen vzw. De collectie bevat 100000 titels van boeken en catalogi, voornamelijk over hedendaagse kunst, design, landschapsarchitectuur en Gent. Het is gevestigd op de Bijlokesite.